# フォン・エリック・ファミリー
フォン・エリック・ファミリー（The Von Erich Family）は、アメリカ合衆国のプロレスラーであったフリッツ・フォン・エリックと、彼の息子および孫など親族にあたるプロレスラーの総称である。フォン・エリックス（The Von Erichs）、エリック・ファミリー、エリック一族、エリック一家、鉄の爪ファミリー、鉄の爪一族、鉄の爪一家などとも称される。
フリッツの息子たちが相次いで病死・事故死・自殺などの不穏な死を遂げたため、「呪われた家族」「呪われた一家」「呪われた一族」「呪われた親子」などとも呼ばれた時期がある。
なお、彼らとは実際の血縁関係はないものの、ギミックとして兄弟や従兄弟などの設定で活動したレスラーも存在する（後述）。この場合はファミリーに含まないことが多いが、フォン・エリック・ファミリーを「ユニット」ととらえた場合などは含むこともある。

## 概要
アメリカでナチス・ドイツ・ギミックのプロレスラーとして活躍し、テキサス州ダラス地区（NWAビッグタイム・レスリング / WCCW）のプロモーターを務めていたフリッツ・フォン・エリック（本名：ジャック・バートン・アドキッソン）は妻との間に6人の息子があった（年長者から順にジャック・ジュニア、ケビン、デビッド、ケリー、マイク、クリス）。しかし、長男のジャック・ジュニアは幼少期に事故死。その後、残った息子たちが成長してレスラーとしてデビュー。WCCWをはじめNWAの各テリトリーやWWF、日本の全日本プロレスなどの団体で活躍した。
ところが1984年2月10日、三男のデビッドが全日本プロレス来日時に内臓疾患により急死（25歳没）。次いで1987年4月12日、五男マイクが毒素性ショック症候群による苦しみから精神安定剤の過剰摂取により服薬自殺（23歳没）。さらには1991年9月12日、六男のクリスがピストル自殺で死去（21歳没）。また1993年2月18日には、四男のケリーがコカイン他の違法薬物使用により起訴され、有罪になり、同日に自宅で拳銃自殺を図った（33歳没）。
こうしてレスラーとして活躍していた5人の兄弟のうち4人が10年の間に相次いで病死・自殺などで怪死し、また幼くして事故死した長男を含めて6人中5人が若くして死去したため、フォン・エリック・ファミリーは「呪われた一族」などというレッテルを貼られることとなった。
1997年9月10日にはフリッツ自身も癌で死去（68歳没）。残ったのは次男（プロレスラーのフォン・エリック兄弟としては長男）のケビンのみとなった。
2009年、WWEはフォン・エリック・ファミリーの功績をたたえ、フリッツ、ケビン、デビッド、ケリー、マイク、クリスの6人をWWE殿堂に迎え入れた。セレモニーにはケビンが出席し、1980年代のWCCWにおける彼らの宿敵だったファビュラス・フリーバーズのマイケル・ヘイズがインダクターを務めた。
2012年にはケビンの息子でありフリッツの孫にあたるロス・フォン・エリック（長男）とマーシャル・フォン・エリック（次男）がプロレスラーとしてデビュー（ともにプロレスリング・ノア所属）。これにより、フォン・エリック・ファミリーは親・子・孫の三世代にわたりプロレスラーとして活動することとなった。また、ケリーの娘であるレイシー・フォン・エリックもファミリー初の女子プロレスラーとして2007年にデビューしており、FCWやTNAにも出場していたが、2010年に引退した。
得意技としては、総帥であるフリッツがフィニッシュ・ホールドとしたアイアン・クロー（ブレーン・クロー、鉄の爪）をはじめとする各種クロー技、およびそのアレンジ・派生技をほぼ全員が共通して使用しており、ファミリーの象徴となっている。また、全員がフリッツに倣い「○○・フォン・エリック」のリングネームを名乗っているが、もともとヒールだったフリッツとは異なりドイツ系のギミックは取り入れていない。
ファミリーで獲得したタイトルとしてはWCCW認定の世界6人タッグ王座を、1983年7月4日と12月2日にケビン&デビッド&ケリー、1984年5月6日にフリッツ&ケビン&マイク、同年9月3日と12月31日にケビン&ケリー&マイクが、フリーバーズ（ヘイズ&テリー・ゴディ&バディ・ロバーツ）やゲーリー・ハーツ・アーミー（クリス・アダムス&ジノ・ヘルナンデス&ジェイク・ロバーツ）などのユニットを破って戴冠している。
2023年末、フォン・エリック・ファミリーを描いた映画『アイアンクロー』が全米で公開。存命しているケビン本人もプロモーションで協力した。

## ギミック上の「ファミリー」
フリッツの弟として活躍したワルドー・フォン・エリック（ウォルター・ポール・ジーバー）、および彼の息子という設定でフォン・エリック兄弟の従兄弟を名乗っていたランス・フォン・エリック（ウィリアム・ヴォーン）は、あくまでもギミック上でのファミリーであり、実際の血縁関係・親戚関係はまったくない。

## 系譜
太字は存命者。
|                                                     |                                                     |                                                     |                                                     |                                                     |                                                     |                        |                        |                                           |                                           |                                           |                                           |                                           |                                           |                              |                              |                                                     |                                                     | フリッツ・フォン・エリック （1982年に引退、1997年に病死、68歳没） |                                                     |                                                     |                                                     |  |  |                                                   |                                                   |                                                   |                                                   |                                                   |                                                   |  |  |                                                   |                                                   |                                                   |                                                   |                                                   |                                                   |  |  |                                                   |                                                   |                                                   |                                                   |                                                   |                                                   |  |  |  |  |  |  |  |  |  |  |  |  |  |  |  |  |  |  |  |  |  |  |  |  |  |  |  |  |  |  |  |  |  |  |  |  |
|                                                     |                                                     |                                                     |                                                     |                                                     |                                                     |                        |                        |                                           |                                           |                                           |                                           |                                           |                                           |                              |                              |                                                     |                                                     |                                                                   |                                                     |                                                     |                                                     |  |  |                                                   |                                                   |                                                   |                                                   |                                                   |                                                   |  |  |                                                   |                                                   |                                                   |                                                   |                                                   |                                                   |  |  |                                                   |                                                   |                                                   |                                                   |                                                   |                                                   |  |  |  |  |  |  |  |  |  |  |  |  |  |  |  |  |  |  |  |  |  |  |  |  |  |  |  |  |  |  |  |  |  |  |  |  |
|                                                     |                                                     |                                                     |                                                     |                                                     |                                                     |                        |                        |                                           |                                           |                                           |                                           |                                           |                                           |                              |                              |                                                     |                                                     |                                                                   |                                                     |                                                     |                                                     |  |  |                                                   |                                                   |                                                   |                                                   |                                                   |                                                   |  |  |                                                   |                                                   |                                                   |                                                   |                                                   |                                                   |  |  |                                                   |                                                   |                                                   |                                                   |                                                   |                                                   |  |  |  |  |  |  |  |  |  |  |  |  |  |  |  |  |  |  |  |  |  |  |  |  |  |  |  |  |  |  |  |  |  |  |  |  |
| ジャック・アドキッソン・ジュニア （幼少期に事故死） | ジャック・アドキッソン・ジュニア （幼少期に事故死） | ジャック・アドキッソン・ジュニア （幼少期に事故死） | ジャック・アドキッソン・ジュニア （幼少期に事故死） | ジャック・アドキッソン・ジュニア （幼少期に事故死） | ジャック・アドキッソン・ジュニア （幼少期に事故死） |                        |                        | ケビン・フォン・エリック （1995年に引退） | ケビン・フォン・エリック （1995年に引退） | ケビン・フォン・エリック （1995年に引退） | ケビン・フォン・エリック （1995年に引退） | ケビン・フォン・エリック （1995年に引退） | ケビン・フォン・エリック （1995年に引退） |                              |                              | デビッド・フォン・エリック （1984年に病死、25歳没） | デビッド・フォン・エリック （1984年に病死、25歳没） | デビッド・フォン・エリック （1984年に病死、25歳没）               | デビッド・フォン・エリック （1984年に病死、25歳没） | デビッド・フォン・エリック （1984年に病死、25歳没） | デビッド・フォン・エリック （1984年に病死、25歳没） |  |  | ケリー・フォン・エリック （1993年に自殺、33歳没） | ケリー・フォン・エリック （1993年に自殺、33歳没） | ケリー・フォン・エリック （1993年に自殺、33歳没） | ケリー・フォン・エリック （1993年に自殺、33歳没） | ケリー・フォン・エリック （1993年に自殺、33歳没） | ケリー・フォン・エリック （1993年に自殺、33歳没） |  |  | マイク・フォン・エリック （1987年に自殺、23歳没） | マイク・フォン・エリック （1987年に自殺、23歳没） | マイク・フォン・エリック （1987年に自殺、23歳没） | マイク・フォン・エリック （1987年に自殺、23歳没） | マイク・フォン・エリック （1987年に自殺、23歳没） | マイク・フォン・エリック （1987年に自殺、23歳没） |  |  | クリス・フォン・エリック （1991年に自殺、21歳没） | クリス・フォン・エリック （1991年に自殺、21歳没） | クリス・フォン・エリック （1991年に自殺、21歳没） | クリス・フォン・エリック （1991年に自殺、21歳没） | クリス・フォン・エリック （1991年に自殺、21歳没） | クリス・フォン・エリック （1991年に自殺、21歳没） |  |  |  |  |  |  |  |  |  |  |  |  |  |  |  |  |  |  |  |  |  |  |  |  |  |  |  |  |  |  |  |  |  |  |  |  |
| ジャック・アドキッソン・ジュニア （幼少期に事故死） | ジャック・アドキッソン・ジュニア （幼少期に事故死） | ジャック・アドキッソン・ジュニア （幼少期に事故死） | ジャック・アドキッソン・ジュニア （幼少期に事故死） | ジャック・アドキッソン・ジュニア （幼少期に事故死） | ジャック・アドキッソン・ジュニア （幼少期に事故死） |                        |                        | ケビン・フォン・エリック （1995年に引退） | ケビン・フォン・エリック （1995年に引退） | ケビン・フォン・エリック （1995年に引退） | ケビン・フォン・エリック （1995年に引退） | ケビン・フォン・エリック （1995年に引退） | ケビン・フォン・エリック （1995年に引退） |                              |                              | デビッド・フォン・エリック （1984年に病死、25歳没） | デビッド・フォン・エリック （1984年に病死、25歳没） | デビッド・フォン・エリック （1984年に病死、25歳没）               | デビッド・フォン・エリック （1984年に病死、25歳没） | デビッド・フォン・エリック （1984年に病死、25歳没） | デビッド・フォン・エリック （1984年に病死、25歳没） |  |  | ケリー・フォン・エリック （1993年に自殺、33歳没） | ケリー・フォン・エリック （1993年に自殺、33歳没） | ケリー・フォン・エリック （1993年に自殺、33歳没） | ケリー・フォン・エリック （1993年に自殺、33歳没） | ケリー・フォン・エリック （1993年に自殺、33歳没） | ケリー・フォン・エリック （1993年に自殺、33歳没） |  |  | マイク・フォン・エリック （1987年に自殺、23歳没） | マイク・フォン・エリック （1987年に自殺、23歳没） | マイク・フォン・エリック （1987年に自殺、23歳没） | マイク・フォン・エリック （1987年に自殺、23歳没） | マイク・フォン・エリック （1987年に自殺、23歳没） | マイク・フォン・エリック （1987年に自殺、23歳没） |  |  | クリス・フォン・エリック （1991年に自殺、21歳没） | クリス・フォン・エリック （1991年に自殺、21歳没） | クリス・フォン・エリック （1991年に自殺、21歳没） | クリス・フォン・エリック （1991年に自殺、21歳没） | クリス・フォン・エリック （1991年に自殺、21歳没） | クリス・フォン・エリック （1991年に自殺、21歳没） |  |  |  |  |  |  |  |  |  |  |  |  |  |  |  |  |  |  |  |  |  |  |  |  |  |  |  |  |  |  |  |  |  |  |  |  |
|                                                     |                                                     |                                                     |                                                     |                                                     |                                                     |                        |                        |                                           |                                           |                                           |                                           |                                           |                                           |                              |                              |                                                     |                                                     |                                                                   |                                                     |                                                     |                                                     |  |  |                                                   |                                                   |                                                   |                                                   |                                                   |                                                   |  |  |                                                   |                                                   |                                                   |                                                   |                                                   |                                                   |  |  |                                                   |                                                   |                                                   |                                                   |                                                   |                                                   |  |  |  |  |  |  |  |  |  |  |  |  |  |  |  |  |  |  |  |  |  |  |  |  |  |  |  |  |  |  |  |  |  |  |  |  |
|                                                     |                                                     |                                                     |                                                     | ロス・フォン・エリック                              | ロス・フォン・エリック                              | ロス・フォン・エリック | ロス・フォン・エリック | ロス・フォン・エリック                    | ロス・フォン・エリック                    |                                           |                                           | マーシャル・フォン・エリック              | マーシャル・フォン・エリック              | マーシャル・フォン・エリック | マーシャル・フォン・エリック | マーシャル・フォン・エリック                        | マーシャル・フォン・エリック                        |                                                                   |                                                     |                                                     |                                                     |  |  | レイシー・フォン・エリック                        | レイシー・フォン・エリック                        | レイシー・フォン・エリック                        | レイシー・フォン・エリック                        | レイシー・フォン・エリック                        | レイシー・フォン・エリック                        |  |  |                                                   |                                                   |                                                   |                                                   |                                                   |                                                   |  |  |                                                   |                                                   |                                                   |                                                   |                                                   |                                                   |  |  |  |  |  |  |  |  |  |  |  |  |  |  |  |  |  |  |  |  |  |  |  |  |  |  |  |  |  |  |  |  |  |  |  |  |